# Kuh Dazan
Kuh Dazan (persisch كوه دازان, auch romanisiert als Kūh Dāzān) ist ein iranisches Dorf in der Provinz Hormozgan. Es liegt in der Region Poshtkuh-e Shamil. Administrativ befindet es sich im Landkreis Schamil im Bachsch Schamil im Verwaltungsbezirk Bandar Abbas. Bei der Volkszählung 2006 betrug die Einwohnerzahl 253 in 56 Familien.